# Arquebisbat de Reims

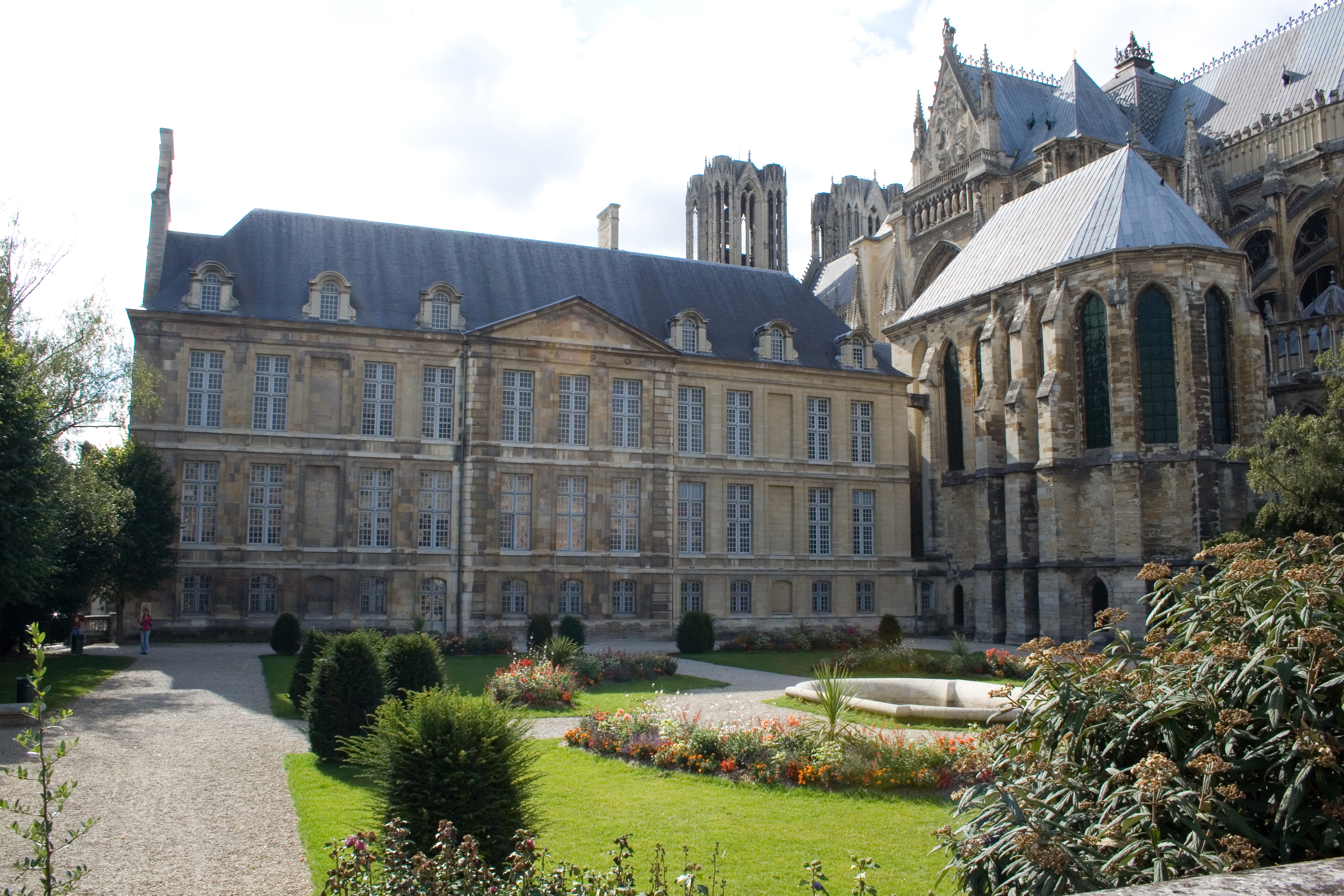
El palau de Tau, al costat de la catedral és l'antiga residència dels arquebisbes de Reims, que es convertia en residència reial quan el rei anava a Reims per a la coronació; ara allotja el Museu de l'Oeuvre, o museu de la catedral.

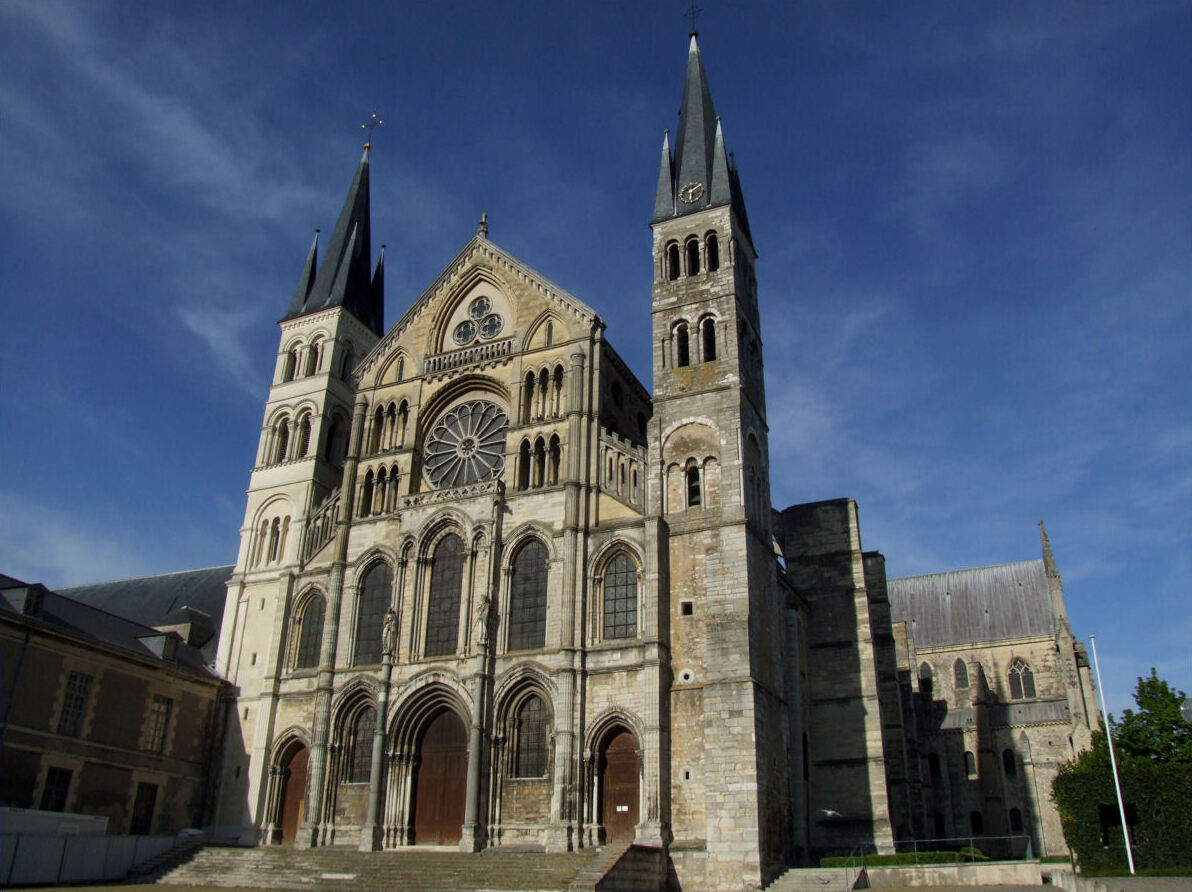
L'basílica abacial de Saint-Remi, construïda a partir del.

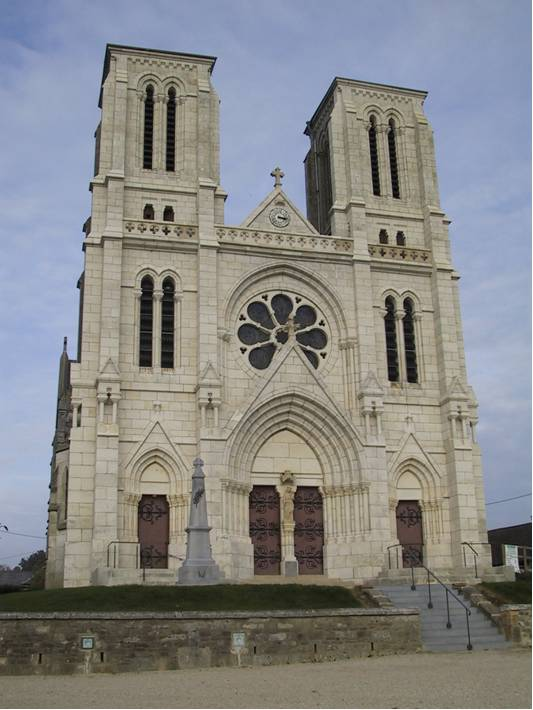
L'església Notre-Dame-de-Bon-Secours a Neuvizy, que a causa de freqüents peregrinacions, és anomenat la Lorda de les Ardenes.

Armes de l'arquebisbe de Reims.

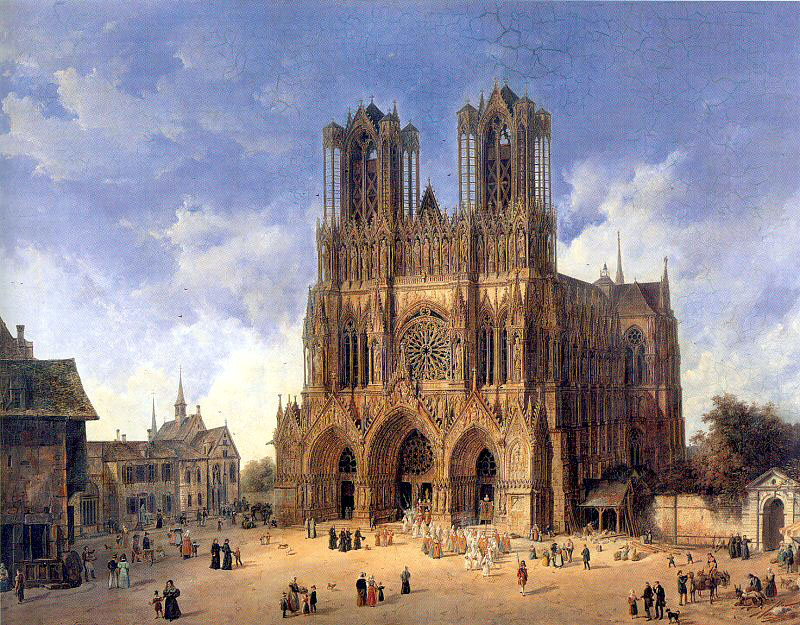
Pintura de la Catedral de Reims.

L'arquebisbat de Reims (francès: Archidiocèse de Reims; llatí: Archidioecesis Remensis) fou una jurisdicció eclesiàstica i després un principat eclesiàstic (comtat-bisbat) centrar a la ciutat de Reims. La tradició diu que fou fundat vers la meitat del segle iii per sant Sixte i sant Sinici. El bisbat apareix esmentat al concili d'Arle del 314 on signa Betausi, bisbe de Reims junt amb altres 16 bisbes de la Gàl·lia Belga entre els quals el de Trèveris. El 533 moria el bisbe sant Remi (Remigi de Reims) després de 74 anys d'episcopat. A la Cançó de Rotllan de la meitat del segle viii el bisbe Joan Turpin és qualificat per primer cop d'arquebisbe. L'arquebisbe fou reconegut primat de la Gàl·lia Belga el 1089. El 1033 el bisbe Ebles va adquirir la jurisdicció comtal i entre 1060 i 1170 fou erigit en ducat pairia.
Els bisbes de Reims consagraven als reis de França amb l'oli de la santa ampolla; a la catedral de Nostra Senyora de Reims foren consagrats 25 reis des de Lluís VIII a Carles X. Entre els noms destacats de la història de l'arquebisbat destaquen a més de Remigi, Gerbert (para Silvestre II), sant Bru, el papa Urbà II, Gerson, Jean Mabillon, sant Joan Baptista de La Salle i Joana d'Arc.

## Territori
L'arxidiòcesi comprèn el departament de les Ardenes i el districte de Reims al departament del Marne.
La seu arxiepiscopal és la ciutat de Reims, on es troba la catedral de la Mare de Déu.
El territori s'estén sobre 6.931 km², i està dividit en 76 parròquies, agrupades en 4 grans zones i 13 sectors pastorals:
- zona de Reims: Reims Centre, Reims Nord, Reims Est, i Reims Oest;
- zona rural de la Xampanya: Montagne-Val d'Or, Tardenois-Vesle, La Suippe i Rethélois-Porcien-Retourne;
- zona industrial de les Ardennes: Charleville-Mézières i Vall del Mosa;
- zona rural de le Ardennes: Thiérache, Vouzinois i Sedan-Yvois.

### Província eclesiàstica
La província eclesiàstica de Reims comprèn 6 diòcesis sufragànies:
- bisbat d'Amiens
- bisbat de Beauvais
- bisbat de Châlons
- bisbat de Langres
- bisbat de Soissons
- bisbat de Troyes

## Història
Durocortorum era la capital i el principal centre del poble celta dels Remi. Al segle iv, la civitas Remorum era la capital de la província romana de la Gallia Belgica seconda, com ho demostra la Notitia Galliarum de principis del segle v.
La tradició atribueix l'evangelització del territori dels Remi durant la segona meitat del segle iii als sants Sixte i Sinici, considerats els fundadors i els primers bisbes de Reims. El primer bisbe històricament documentat és Betausi, que va participar en el Concili d'Arle del 314.
Amb l'èxit de l'organització eclesiàstica, Durocortorum es va convertir en seu metropolitana de la província eclesiàstica, seguint el model de la civil, que comprenia les diòcesis sufragànies de Soissons, Châlons, Vermand (seu posteriorment traslladada a Noyon), Arràs, Cambrai, Tournai, Senlis, Beauvais, Amiens i Thérouanne.
Famós entre els primers bisbes va ser sant Remigi, que va viure entre els segles V i VI, que va reorganitzar la seva diòcesi i tota la província eclesiàstica, i va donar part dels territoris de Reims, en benefici de l'erecció de la diòcesi de Laon, que es va convertir en una nova seu sufragània.
El privilegi històric dels arquebisbes de Reims va ser consagrar el rei de França amb l'oli de la Santa Ampolla. A l'actual catedral van ser consagrats vint reis, de Lluís VIII a Carles X. La pràctica, iniciada en el segle x, es va confirmar el 999 mitjançant la butlla Apostolici culminis del Papa Silvestre II, qui havia estat arquebisbe de Reims.
El 1023 el bisbe Ebles va adquirir el comtat de Reims, que entre 1060 i 1170 va ser elevat a la categoria de ducat, amb el títol de Par de França.
El 1089, amb la butlla Potestatem ligandi del Papa Urbà II, als arquebisbes de Reims se'ls va concedir el títol de Primat de Gàl·lia Belgica. També van passar a ser legati nati de la Santa Seu. Entre els privilegis civils que tenien estava el dret d'encunyar moneda i mantenir guàrdies armats. En la seva elecció s'anava a visitar les diòcesis sufragànies, on l'arribada del metropolità era declarat dia festiu, amb els notables civils i eclesiàstiques anant a reverenciar-los, els presoners eren alliberats i exiliats readmesos.
El 12 de maig de 1559 Cambrai va ser elevada a la dignitat d'arxidiòcesi metropolitana, sortint de la jurisdicció metropolitana Reims, juntament amb les diòcesis d'Arras i Tournai. En la mateixa data, la diòcesi de Thérouanne va ser suprimida i el seu territori dividit entre tres noves diòcesis: Boulogne, sufragània de Reims, Saint-Omer i Ypres.
El 1564 el cardenal Carles de Lorena va fundar el seminari arxiepiscopal; sent el primer seminari fundat a França, just un any després de la decisió del Concili de Trento, que va establir amb la Adulescentium aetas del 15 de juliol de 1563, la creació de centres d'educació especial de teologia per a la formació del clergat.
Després del Concordat amb la butlla Qui Christi Domini del Papa Pius VII del 29 de novembre de 1801 l'arxidiòcesi va ser abolida i el seu territori va ser dividit entre la diòcesi de Meaux (departament del Marne) i la de Metz (departament d'Ardenas).L'arquebisbe Alexandre-Angélique de Talleyrand-Périgord, no va renunciar immediatament, com imposà el Papa, sinó només en 1816, malgrat que l'arxidiòcesi ja no existia.
Un nou concordat, signat el juny de 1817, preveia el restabliment de la diòcesi. Per aquest motiu va ser nomenat, l'1 d'octubre de 1817, com a nou arquebisbe de Reims, Jean-Charles de Coucy. No obstant això, aquest acord mai va entrar en vigor perquè no ratificat pel Parlament de París ; de manera que fins i tot la designació de Coucy va quedar sense efecte.
El 6 d'octubre de 1822 l'arxidiòcesi va ser efectivament restaurada, en virtut de la butlla Paternae charitatis del mateix Papa Pius VII, i va tenir com a sufragànies les diòcesis d'Amiens, Soissons, Chalons i Beauvais. Només després d'aquesta data l'arquebisbe Jean-Charles de Coucy va poder prendre possessió de la seva seu.
El 8 de desembre de 2002, amb la reorganització de les províncies eclesiàstiques franceses, van entrar a la província eclesiàstica de Reims les diòcesis de Langres i de Troyes.

## Cronologia episcopal
Un antic catàleg Episcopal Reims va ser utilitzat per Flodoard (894-966) per a la preparació de la seva Historia Remensis ecclesiae, i que ja es coneixia en el moment de l'arquebisbe Hincmar († 882). No obstant això, cap dels catàlegs més antics que han sobreviscut fins al nostre temps és anterior al segle xi; d'aquests es coneixen almenys sis exemplars diferents, de fins a Henri de Dreux († 1240).

### Bisbes de Reims
- vers 260: sant Sixte
- vers 280: sant Sinici, († 286)
- vers 290: sant Amanci o Amand
- abans 300-després de 327: Betausi o Imbetausi, († 327)
- 328-340: Aper, Appert o Evre, († 340)
- ???-??? : Discoli
- 348-359: sant Maternià de Reims, († 368)
- 361-389: sant Donacià de Reims, († 389)
- 390-394: Sant Vivent o Vincent, († 394)
- 394-400: Sever (†15 de gener del 400)
- 400-407: sant Nicasi de Reims
- 407-441: Baruchi o Paruci, († 441)
- 441-??? : Barnabe
- ???-459: Bennadi o Bennagi o Bernagi, († 459)
- 459-533: sant Remigi o Remi, († 13 de gener de 533)
- 533-535: sant Romà, († 535)
- 535-??? : Flavi
- ???-550: Mapini, († 550)
- 550-590: Egidi o Gil, aliat de Fredegunde i per això destituït el 590.[6]
- 590-593: Romulf, († 593), fill del duc Llop de Xampanya
- 593-631: Sonnaci, († 631)
- 631-641: Leudegisil, († 641)
- 641-646: Anglebert, († 646)
- 646-649: sant Landó, († 649)
- 649-673: sant Nivard
- 673-689: sant Rieul, (Rieu, Reol, Reoli), († 695)
- 695-717: sant Rigobert de Reims, deposat († 743)
- 717-744: Miló de Trèveris († 753)
- 744-748: sant Abel, († 764)

### Arquebisbes de Reims
- 748-795: Joan Turpin († 806)
- 795-812 : vacant
- 812-816: Vulfari, († 816)
- 816-835: Ebbó deposat († 851)
- 835-840 : vacant; Folc era corobisbe; el febrer de 835, el concili de Thionville restablia a Lluís el Pietós i condemnava a Ebbó. Sis anys més tard la seu esdevenia altre cop vacant per un nou deterrament d'Ebbó i es nomenava successor a Folc i després de la seva mort a Notó d'Arle que havia estat jutjat al concili del 835;[7] però ni Folc, ni l'arquebisbe d'Arle van ser consagrats pel temor al retorn d'Ebbó.[8]
- 840-841 ou 842: Ebbó, reintegrat a la mort de Lluís el Pietós per decisió de Lotari I el 6 de desembre del 840. El 841 o 842 fou expulsat per Carles el Calb que havia agafat el poder.[9]
- 842-845 : vacant
- 845-882: Hincmar de Reims († 21 de desembre de 882)
- 882-900: Folc el Venerable, († 17 de juny de 900)
- 900-922: Herivé o Herivé, († 922)
- 922-925: Séulf o Seufes, († 7-8-925)
- 925-931: Hug de Vermandois, († 962)
- 931-940: Artald de Reims o Artauld, († 961)
- 940-946: Hug de Vermandois, segona vegada († 947)
- 946-961: Artald, segona vegada († 961)
- 962-969: Odelric o Odalric, († 966)
- 969-988: Adalberó, († 988)
- 988-991: Arnul de França o Arnold († 1021) fill bastard del rei de França Lotari, deposat
- 991-995: Gerbert d'Aurillac † 1003), escollit papa com Silvestre II
- 995-1021: Arnul de França († 1021), segona vegada
- 1021-1033: Ebles I de Roucy o Ebali († 1033), comte de Roucy, comte de Reims en 1023
- 1033-1055: Guiu de Roucy o Guiu I de Châtillon, († 1055)
- 1055-1067: Gervais de Belleme o Gervais de la Roche-Guyon, († 1067)
- 1067-1080: Manassès I † 1092), deposat
- 1083-1096: Renald I de Bellay, († 1096)
- 1096-1106: Manassès II de Châtillon, († 1106)
- 1107: Gervais de Rethel, candidat del rei que va annul·lar l'elecció de Raül el Verd per instal·lar a Gervais; aquest fou condemnat pel concili de Troyes e 23 de maig de 1107
- 1107-1124: Raül el Verd, († 1124)
- 1124-1138: Ramon de Martigné o Renald II, († 1138)
- 1140-1161: Samsó de Mauvoisin, († 1161)
- 1162-1175: Enric de França, († 1175), germà de Lluís VII de França
- 1176-1202: Guillem de les Mans Blanques o Guillem de Xampanya (1135 - † 1202), cardenal (1179), fill de Tibald II comte de Xampanya
- 1205-1206: Benaventurat Guy Paré († 1206), cardenal (1190)
- 1207-1218: Alberic d'Humbert († 1218)
- 1219-1226: Guillem de Joinville († 1226)
- 1227-1240: Enric II de Dreux o de Braine (1193 - † 1240)
- 1245-1250: Yves de Saint-Martin o Juhel de Mathefelon (Juhelle), conegut també com a Juhel de Mayenne († 1250), participa com a prelat a la setena croada
- 1251-1263: Tomàs de Beaumetz († 1263)
- 1266-1271: Joan I de Courtenay-Champignelles (1226 - † 1271)
- 1274-1298: Pere Barbet († 1298)
- 1299-1324: Robert de Courtenay-Champignelles (1251 - † 1324)
- 1324-1331: Guillem de Trie († 1331)
- 1336-1351: Joan II de Vienne († 1351)
- 1351-1352: Hug d'Arcy († 1352)
  - 1352-1355: Humbert II delfí del Vienès († 1355) (administrador apostòlic)
- 1355-1374: Joan III de Craon († 1374)
- 1373-1375: Lluís Thésait († 1375)
- 1375-1389: Ricard de Besançon († 1389)
- 1390-1390: Ferry Cassinel († 1390)
- 1390-1409: Guiu de Roye († 1409)
- 1409-1429: Simó de Cramand († 1429), cardenal (1413)
- 1413-1413: Pere Troussel († 1413)
- 1413-1444: Renald de Chartres († 1444), cardenal
- 1445-1449: Jaume Jouvenel des Ursins (1410 - † 1457)
- 1449-1473: Joan II Jouvenel des Ursins (1388 - † 1473)
- 1473-1493: Pierre de Laval († 1493)
- 1493-1497: Robert Briçonnet († 1497)
- 1497-1507: Guillem Briçonnet († 1514), cardenal (1495) germà de l'anterior
- 1507-1508: Carles Dominic de Carretto († 1514), cardenal (1505)
- 1508-1532: Robert de Lenoncourt († 1532)
  - 1533-1538: Joan de Lorena (9 d'abril de 1498 - † 10 de maig de 1550), cardenal (1518), fill de Renat II de Lorena (administrador apostòlic)
- 1538-1574: Carles de Guisa (1524 - † 26 de desembre de 1574), cardenal de Guisa (1547) després de Lorena (1550), nebot del precedent, fill de Claudi de Lorena, primer duc de Guisa
- 1574-1588: Lluís II de Guisa (1555 - † 24 de desembre de 1588), cardenal de Lorena (1578), nebot de l'anterior, fill de Francesc I, segon duc de Guisa
- 1588[10]-1594: Nicolau de Pellevé (1515 † 28 de març de 1594), arquebisbe de Sens (1562-1594), cardenal (1570)
- 1594-1605: Felip del Bec († 1605), abans bisbe de Vannes (1559-1566), després bisbe de Nantes (1566-1594).
- 1605-1621: Lluís III de Guisa (1575 - † 21 de juny de 1621), cardenal de Guisa (1615), nebot de Lluís II de Guisa, fill d'Henri I de Guisa anomenat l'Acoltellat, tercer duc de Guisa
- 1622-1629: Gabriel Gifford o Guillem de Gifford, Gabriel de Sainte-Marie ((† 1629)
- 1629-1641: Enric II de Guisa (1614 - † 2 de juny de 1664), nebot de Lluís III de Guisa, fill de Carles I de Lorena, duc de Guise
- 1641-1651: Eleonor d'Estampes de Valençay († 1651)
- 1651-1657: Enric II de Savoia-Nemours (1625 - † 1659)
- 1657-1671: Antoni Barberini († 1671), cardenal (1627)
- 1671-1710: Carles Maurici Le Tellier (1642 - † 1710)
- 1710-1721: Francesc de Mailly (1658 - † 3 de setembre de 1721), arquebisbe d'Arle (1697-1710), cardenal (1719)
- 1722-1762: Armand Juli de Rohan-Guémené (1695 - † 1762)
- 1763-1777: Carles Antoni de La Roche-Aymon (1697 - † 1777), cardenal (1771)
- 1777-1816: Alexandre Àngel de Talleyrand-Périgord (1736 - † 1821), cardenal (1817), després arquebisbe de París (1817)

### Règim concordatari
- 1817-1824: Jean Charles de Coucy (23-9-1746 - † 9-3-1824)
- 1824-1839: Jean-Baptiste de Latil (26-4-1761 - † 1-12-1839), cardenal (1826)
- 1840-1866: Thomas Gousset (99e) (1-5-1792 - † 22-12-1866), cardenal (1850)
- 1867-1874: Jean-François Landriot (9-1-1816 - † 8-6-1874)
- 1874-1905: Benoît Langénieux (15-10-1824 - † 1-1-1905), cardenal (1886)
- 1906-1930: Louis-Joseph Luçon (28-10-1842 - † 28-5-1930), cardenal (1907)
- 1930-1940: Emmanuel Suhard (5-4-1874 - † 30-5-1949), cardenal (1935), després arquebisbe de París (1940)
- 1940-1960: Louis-Augustin Marmottin (11-03-1875 - † 9-5-1960)
- 1960-1968: François Marty (18-5-1904 - † 16-2-1994), cardenal (1969), després arquebisbe de París (1968)
- 1968-1972: Jean-Marie Maury, (22-05-1907 - † 5-1-1994)
- 1973-1988: Jacques Ménager, (24-7-1912 - † 13-3-1998)
- 1988-1995: Jean Balland (26-7-1934 - † 1-3-1998), cardenal (1998), arquebisbe de Lió (1995)
- 1995-1998: Gérard Defois (5-1-1931 -), bisbe de Lille (1998)
- 1999-2018: Thierry Jordan (31-8-1943 -)
- a partir de 2018: Éric de Moulins-Beaufort (30-1-1962 -)

## Estadístiques
A finals del 2014, la diòcesi tenia 576.000 batejats sobre una població de 624.000 persones, equivalent al 92,3% del total.
| any  | població | població | població | sacerdots | sacerdots       | sacerdots       | sacerdots             | diaques | religiosos | religiosos | parroquies |
| ---- | -------- | -------- | -------- | --------- | --------------- | --------------- | --------------------- | ------- | ---------- | ---------- | ---------- |
| any  | batejats | total    | %        | total     | clergat secular | clergat regular | batejats por sacerdot | diaques | homes      | dones      |            |
| 1950 | 322.107  | 429.477  | 75,0     | 490       | 460             | 30              | 657                   |         | 112        | 725        | 614        |
| 1970 | 537.598  | 550.198  | 97,7     | 490       | 409             | 81              | 1.097                 |         | 143        | 693        | 208        |
| 1980 | 575.000  | 594.000  | 96,8     | 373       | 316             | 57              | 1.541                 |         | 112        | 544        | 710        |
| 1990 | 581.000  | 594.000  | 97,8     | 251       | 224             | 27              | 2.314                 | 2       | 63         | 402        | 709        |
| 1999 | 582.000  | 595.922  | 97,7     | 209       | 189             | 20              | 2.784                 | 15      | 70         | 306        | 76         |
| 2000 | 594.000  | 608.359  | 97,6     | 182       | 168             | 14              | 3.263                 | 20      | 58         | 306        | 76         |
| 2001 | 565.022  | 597.522  | 94,6     | 175       | 164             | 11              | 3.228                 | 20      | 49         | 314        | 76         |
| 2002 | 565.022  | 601.578  | 93,9     | 170       | 158             | 12              | 3.323                 | 22      | 54         | 317        | 76         |
| 2003 | 565.022  | 601.578  | 93,9     | 162       | 151             | 11              | 3.487                 | 22      | 49         | 260        | 76         |
| 2004 | 561.212  | 597.522  | 93,9     | 155       | 147             | 8               | 3.620                 | 22      | 45         | 270        | 76         |
| 2010 | 565.000  | 613.000  | 92,2     | 131       | 121             | 10              | 4.312                 | 29      | 33         | 191        | 76         |
| 2014 | 576.000  | 624.000  | 92,3     | 121       | 110             | 11              | 4.760                 | 34      | 33         | 200        | 76         |